# Batocera ammiralis
Batocera ammiralis är en skalbaggsart som beskrevs av Stefan von Breuning 1947. Batocera ammiralis ingår i släktet Batocera och familjen långhorningar. Inga underarter finns listade.